# Dãy núi Alaska
Dãy núi Alaska là một dãy núi dài 650 km tương đối hẹp trong khu vực Nam trung bộ tiểu bang Alaska, từ hồ Clark ở cuối phía tây nam của nó đến sông White tại Lãnh thổ Yukon của Canada về phía đông nam. Ngọn núi cao nhất ở Bắc Mỹ, Denali, nằm trong dãy Alaska.
Đây là dãy núi cao nhất thế giới ngoài châu Á và dãy núi Andes.
- Denali (6.168 m/20.237 ft)[2][3]
- Núi Foraker (5.304 m/17.400 ft)
- Núi Hunter (4.442 m/14.573 ft)
- Núi Hayes (4.216 m/13,832 ft)
- Núi Silverthrone (4.029 m/13.218 ft)
- Núi Deborah (3.761 m/12.339 ft)
- Núi Huntington (3.730 m/12.240 ft)
- Núi Brooks (3.624 m/11.890 ft)
- Núi Russell (3.557 m/11.670 ft)